# Arboreto de la Universidad de California, Campus de Santa Cruz
El Arboreto de la Universidad de California Campus de Santa Cruz en inglés : University of California, Santa Cruz, Arboretum ( o también conocido como CSUSC Arboretum), es un arboreto, y jardín botánico en la Universidad de California Campus de Santa Cruz en Santa Cruz, EE. UU.

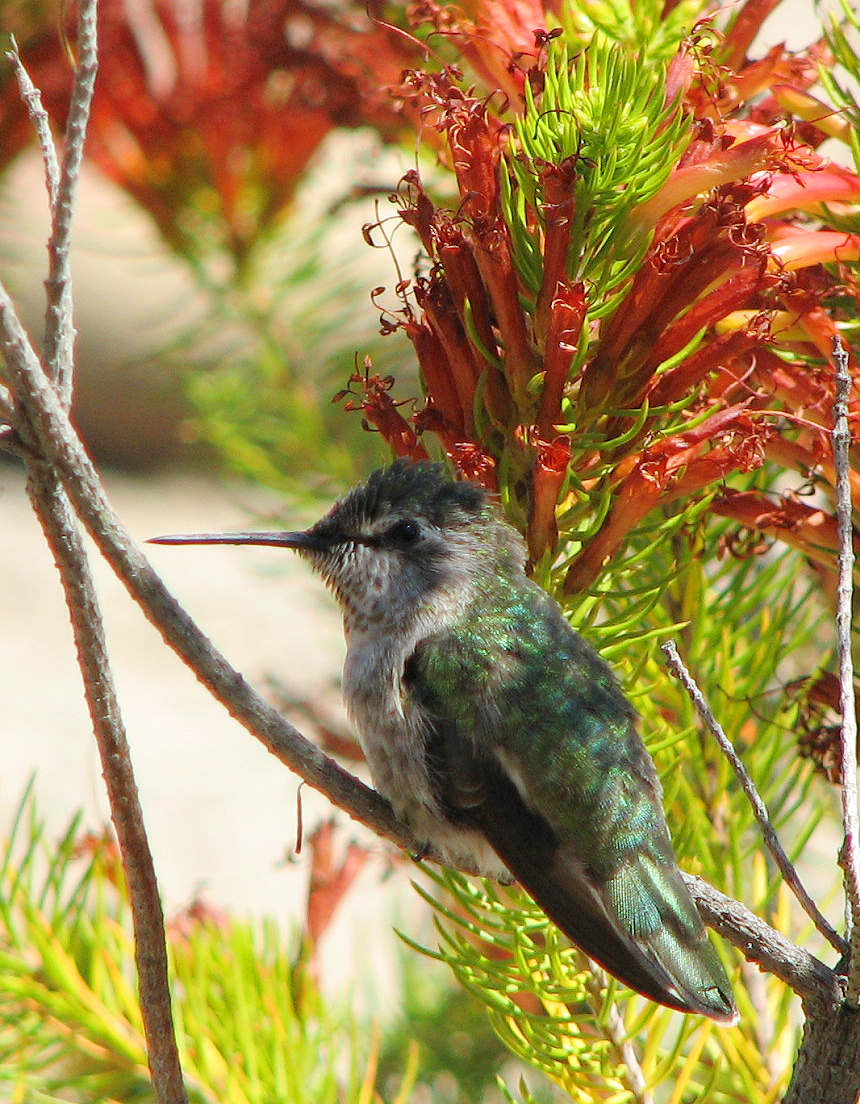
Colibrí en el jardín botánico.

## Localización
Se ubica a lo largo de todo el campus de la universidad.
University of California, Santa Cruz en Santa Cruz, Santa Cruz County, California CA 95929 United States of America-Estados Unidos de América.
Planos y vistas satelitales.36°58′57.75″N 122°3′41.11″O / 36.9827083, -122.0614194
La entrada es gratuita y es visitable seis días a la semana de lunes a sábado, desde las 9 a. m. hasta 5 p. m.

## Historia
El Arboreto fue creado oficialmente en 1964 con unas 90 especies de Eucalyptus, e incluye a todos los árboles del campus de la universidad, siendo originalmente parte de la aún mayor propiedad del pionero Henry Cowell.
El sitio del arboreto tiene una notable diversidad climática y topográfica y una gran variedad de suelos, puesto que las rocas subyacentes incluyen granito, esquisto, piedra caliza, y varias piedras areniscas. 

## Colecciones
Su extensión gradual se ha centrado principalmente en las plantas del hemisferio meridional, y ahora incluye una colección comprensiva coníferas, de exóticas proteas de Sudáfrica, plantas de Australia, y una colección de plantas "fósiles vivientes".
Las colecciones más importantes son como sigue:
- Jardines de Australia - con más de 2,000 especies, formas,y cultivares (de las 20,000 especies nativas del subcontinente), y se cree que es la mayor colección de plantas australianas fuera de Australia.

El jardín incluye muchas acacias; miembros de los fragantes especies de la familia de los mirtos tales como Eucalyptus, Callistemon, Melaleuca, y Leptospermum; miembros de la familia Protea; grevilleas; banksias; y waratah (Telopea speciosissima). Los "Elvenia J. Slosson Research Gardens" (1978) (dentro del arboreto de Santa Cruz), apoyan las pruebas de las nuevas plantas ornamentales australianas.
- Jardines de California - son de destacar los pinos ponderosa, junto con las sequoias de costa, abetos de Douglas, encinos de costa, California bays, sauces, cottonwoods, madroños, y buckeyes. Otras plantas populares incluyen Epilobium (anteriormente Zauschneria), bush anemone (Carpenteria californica), lilas de California (Ceanothus spp.), monkeyflowers (Diplacus spp.), buckwheats (Eriogonum spp.), woolly blue curls (Trichostema lanatum), salvias, y el flannelbush o Fremontia (Fremontodendron spp.). El Arboreto también contiene una gran colección de bulbos nativos, y varios especímenes de plantas raras de las Channel Islands incluyendo el bush mallow (Malacothamnus fasciculatus var. nesioticus) isla de Santa Cruz, island barberry (Berberis pinnata ssp. insularis), y bush poppy (Dendromecon spp.). La colección también enfatiza en las  plantas nativas de las Montañas de Santa Cruz y en las Montañas de Santa Lucía en el condado de Monterrey, incluyendo el amenazado ciprés de Santa Cruz (Cupressus abramsiana) y el abeto de Santa Lucia (Abies bracteata).

- Jardín de África del Sur - una gran variedad de  Proteaceae, incluyendo Leucadendrons tales como el árbol de plata (Leucadendron argenteum), Leucospermum, y una de las mayores colecciones de miembros del género Erica (Cape heaths) fuera de África del Sur.

- Jardín de Nueva Zelanda Edward D. Landels - dedicado en 1984, el jardín incluye miembros de la familia de los lirios, phormiums, árboles pittosporum, el manuka o árbol del té (Leptospermum scopariumy), y un bosquete de jóvenes kauri.

- Bosquete de Eucalyptus - en su mayoría especímenes donados por Max Watson, incluyendo especies raras en la naturaleza  o en los cultivos de California.

- Coníferas - una colección particularmente buena, en la que están representados casi todos los géneros conocidos de coníferas, con la excepción de un género desconocido fuera de China y un género parásito de Nueva Caledonia.

- Plantas de Flor Primitivas - son una colección de plantas primitivas "fósiles vivientes" entre las plantas de flor, de un gran interés para el estudio de la evolución.

- Jardín de los Aromas - muchas mentss, salvias, lavandas, oréganos, tomillos, y otras plantas y arbustos tolerantes de la sequía.

- Exhibición de Frutas Raras - plantas de frutas no muy frecuentes.

- Bosque de Laurasilva - varias especies de plantas Mexicanas de grandes alturas.

- Jardín de Cactus y Suculentas - con muchas de las plantas procedentes de las colecciones de Victor Reiter, conocido viverista.

- Sudamérica - material de gran valor pedagógico, cultivado junto al jardín de Nueva Zelanda se hace una comparativa de la flora de Nueva Zelanda con la de  Chile.

Algunos de los especímenes del jardín botánico.

Especímenes
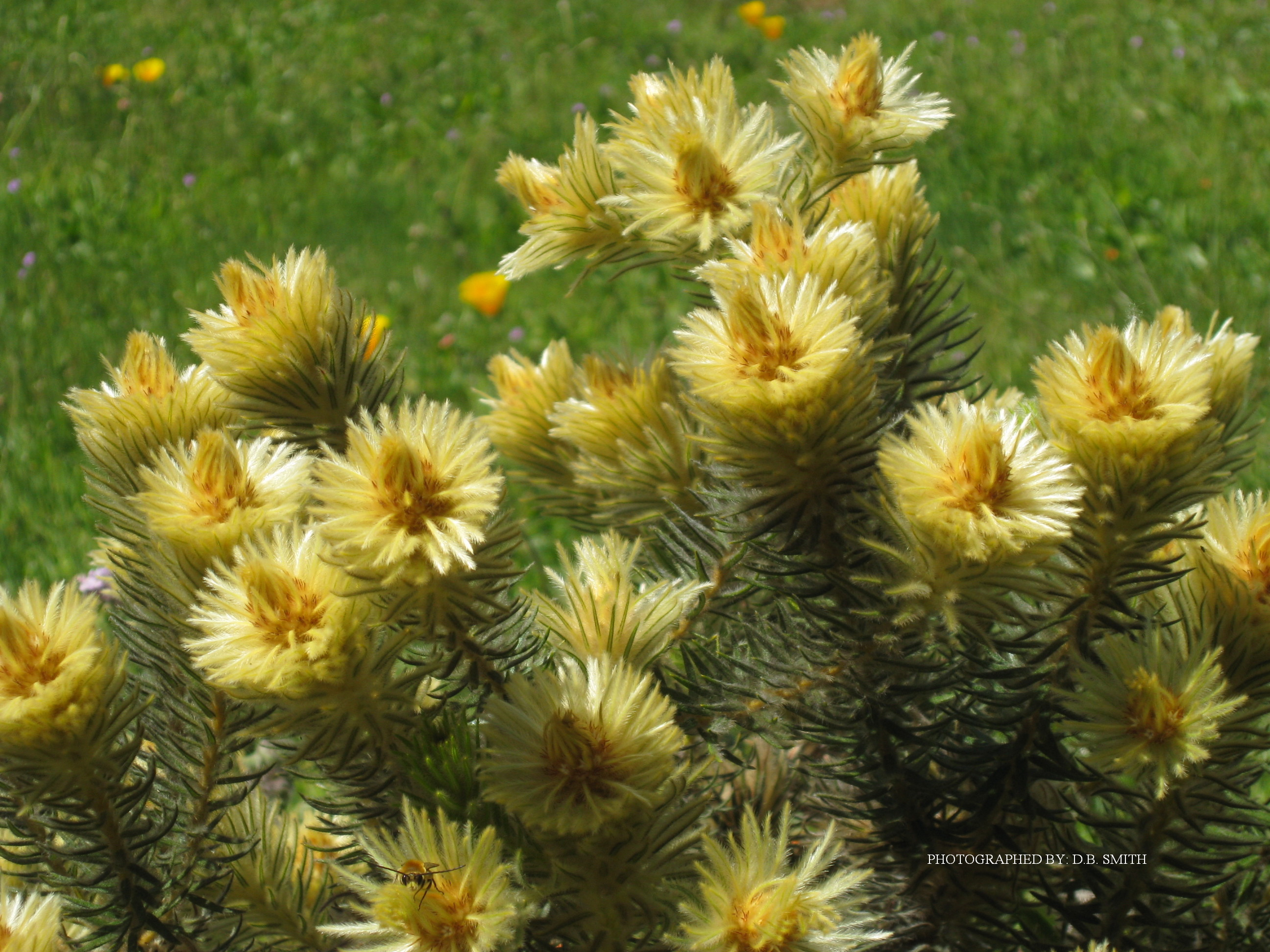
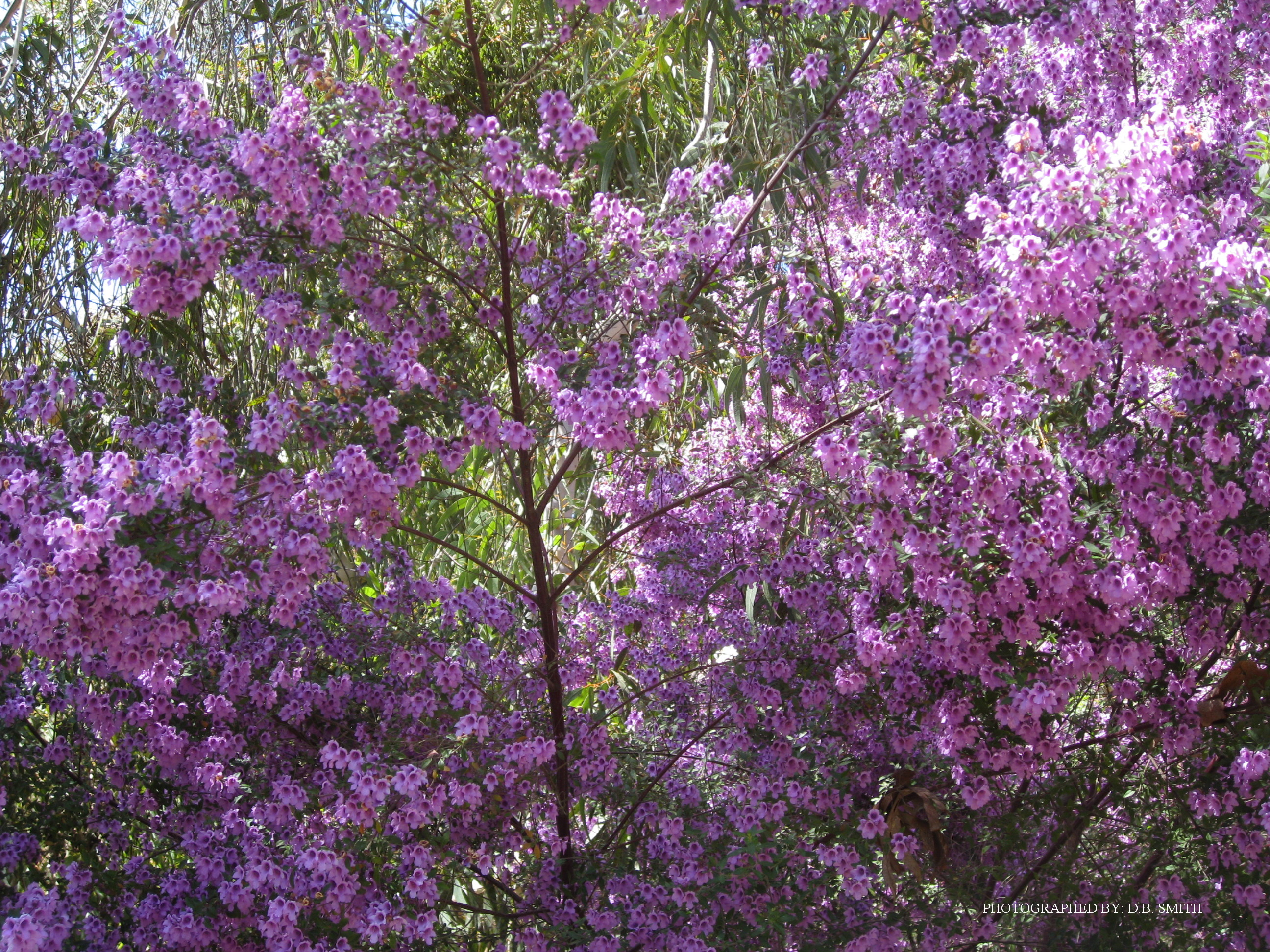
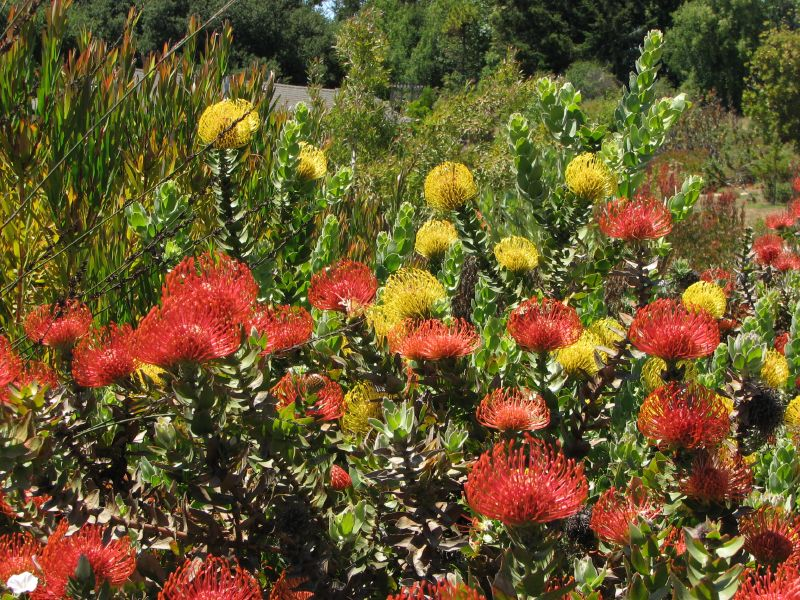
Proteaceae.
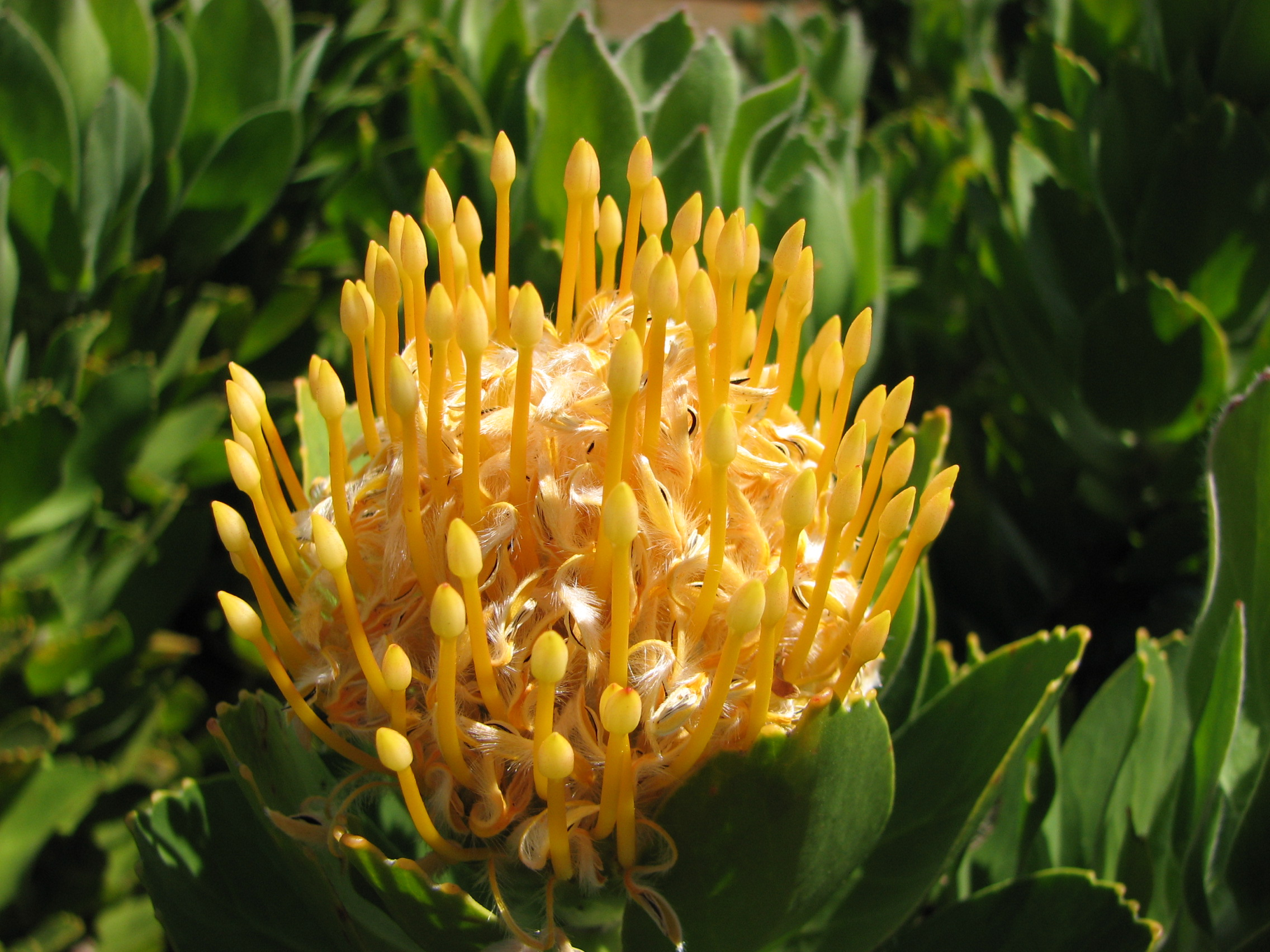
Protea.